# 伊丽莎白·莱恩
伊丽莎白·莱恩（英語：Elizabeth Line；1985年6月7日—），英国女子竞技体操运动员，在2002年英联邦运动会上代表英格兰队获得女子团体全能银牌，也曾参加2004年夏季奥运会。

## 外部鏈接
- 伊丽莎白·莱恩在International Gymnastics Federation（英语）
- 伊丽莎白·莱恩在Olympedia（英语）